# Barrage d'Onaç I
Le barrage d'Onaç I est une digue en Turquie qui sert de tampon pour éviter les crues. Le barrage d'Onaç II est immédiatement en amont et a pour fonction de fournir l'eau nécessaire à l'irrigation

## Sources
- (en) www.dsi.gov.tr/tricold/onac1.htm Site de l'agence gouvernementale turque des travaux hydrauliques